# Сенганув
Сенганув (пол. Sięganów) — село в Польщі, у гміні Ласьк Ласького повіту Лодзинського воєводства.
Населення — 274 особи (2011).
У 1975-1998 роках село належало до Серадзького воєводства.

## Демографія
Демографічна структура станом на 31 березня 2011 року:
|          | Загалом | Допрацездатний вік | Працездатний вік | Постпрацездатний вік |
| -------- | ------- | ------------------ | ---------------- | -------------------- |
| Чоловіки | 148     | 30                 | 103              | 15                   |
| Жінки    | 126     | 20                 | 76               | 30                   |
| Разом    | 274     | 50                 | 179              | 45                   |